# Cnemotriccus
Cnemotriccus is een geslacht van zangvogels uit de familie tirannen (Tyrannidae).

## Soorten
Het geslacht kent de volgende soort:
- Cnemotriccus fuscatus – Vinktiran